# おきしお (潜水艦)
おきしお（ローマ字：JS Okishio, SS-576、TSS-3603）は、海上自衛隊の潜水艦。ゆうしお型潜水艦の4番艦。艦名は沖の潮に由来する。

## 艦歴
「おきしお」は、昭和54年度計画2,200トン型潜水艦8091号艦として、川崎重工業神戸工場で1980年4月17日に起工され、1982年3月5日に進水、1983年3月1日に就役し、第2潜水隊群第3潜水隊に編入され横須賀に配備された。
1985年9月9日から12月3日までの間、ハワイ派遣訓練に参加。
1987年7月1日から同年11月30日まで曳航式ソナー（S-TASS）の追加装備工事を受ける。これにより基準排水量が約100トン増加する。
1988年8月4日から11月5日までの間、ハワイ派遣訓練に参加。
1997年3月12日、第1潜水隊群第1潜水隊に編入され、定係港が呉に転籍。
2001年3月29日、練習潜水艦に種別変更され、艦籍番号がTSS-3603に変更、潜水艦隊第1練習潜水隊に編入。
2003年3月4日、除籍。